# Giro d'Italia de 1982
Giro d'Italia 1982 foi a sexagésima quinta edição da prova ciclística Giro d'Italia (Corsa Rosa), realizada entre os dias 13 de maio e 6 de junho de 1982.
A competição foi realizada em 22 etapas com um total de 4004,5 km.
O vencedor foi o ciclista francês Bernard Hinault. Largaram 162 ciclistas, e o vencedor conclui a prova com a velocidade média de 36,361 km/h.